# Damão e Pítias
Na mitologia grega, a lenda de Damão e Pítias simboliza a confiança e a lealdade de uma verdadeira amizade.
Aristóxeno (e depois dele Cícero em De Offic. 3.45) contou que por volta do século IV a.C., Pítias e seu amigo Damão, ambos seguidores do filósofo Pitágoras, viajaram à cidade de Siracusa (Sicília). Pítias foi então acusado de tramar contra o tirano de Siracusa, Dionísio I. Como punição pelo crime foi condenado à pena capital.
Aceitando a sentença de morte, Pítias pediu ao soberano que lhe permitisse voltar para casa pela última vez com o fim de resolver negócios pendentes e dar adeus a sua família. Não querendo passar por tolo, Dionísio recusou argumentando que uma vez liberado, Pítias jamais retornaria para cumprir sua sentença.
Pítias então chamou seu grande amigo Damão e pediu-lhe que se oferecesse como garantia caso não voltasse. Dionísio aceitou a troca sob a condição que se Pítias não retornasse Damão perderia a vida. Damão aceitou e Pítias foi solto.
O tirano Dionísio estava convencido que Pítias nunca retornaria e no último dia do prazo dado a Pítias para estar de volta a Siracusa, o soberano estava pronto para fazer cumprir sua sentença. Quando o verdugo estava para executar Damão, Pítias retornou.
Desculpando-se pelo atraso, Pítias explicou que tudo deveu-se ao ataque de piratas que capturaram seu barco durante a viagem de volta a Siracusa e o jogaram ao mar, tendo que nadar até a praia e tomar o rumo da cidade o mais rápido possível chegando no último átimo antes da execução de seu amigo para salvá-lo.
Dionísio, estupefacto e surpreso com a lealdade de Pítias e a confiança inabalável de Damão, decide libertar ambos e mantê-los como conselheiros em sua corte.